# APEC雕塑园
APEC雕塑园是一个雕塑园，位于菲律宾国际会议中心左、右、前方的草坪上。
该雕塑园由菲律宾外交部和国家艺术文化委员会所共同组织建造，于1996年11月22日开放，旨在纪念于1996年在菲律宾开展的亚太经合组织会议。花园中的雕塑由来自20个不同国家（均属于亚太经合组织）的雕塑艺术家制作，各雕塑均体现了这20个成员的集体理想。
向该园捐赠雕塑的国家或地区有：澳大利亚、文莱达鲁萨兰国、 加拿大、智利、中華臺北、中国香港、印度尼西亚、日本、马来西亚、新西兰、菲律宾、巴布亚新几内亚、中华人民共和国、大韩民国、俄罗斯联邦、新加坡、泰国、美国和越南。截至2017年，只有秘鲁还尚未向该园捐赠雕塑。该园各雕塑空间布局合理，与周围景观十分协调，且考虑到菲律宾国际会议中心的极简主义建筑风格，亦尽可能地展现了每个雕塑的特点。